# 앨프리드 뉴턴

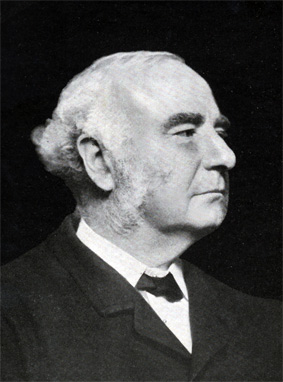
앨프리드 뉴턴

앨프리드 뉴턴(Alfred Newton, 1829년 6월 11일 ~ 1907년 6월 7일)은 영국의 동물학자이다. 1866년 케임브리지 대학교의 첫 번째 동물학 및 비교해부학 교수로 임명되었다. 《조류사전》(A Dictionary of Birds)을 비롯해 조류학에 관한 귀중한 책을 썼다.